# 南相馬市議会
南相馬市議会（みなみそうましぎかい）は、福島県南相馬市に設置されている地方議会である。

## 概要

### 任期
4年

### 定数
22人

### 所在地
福島県南相馬市原町区本町二丁目27番地
南相馬市役所4階

### 委員会
- 議会運営委員会

#### 常任委員会
- 総務生活常任委員会
- 文教福祉常任委員会
- 建設経済常任委員会
- 予算決算常任委員会

#### 特別委員会
- 広報特別委員会
- 新庁舎建設特別委員会
- 議会改革検討特別委員会

##### かつてあった特別委員会
- 東日本大震災及び原発事故対策調査特別委員会

### 定例会
- 3月
- 6月
- 9月
- 12月

### 事務局
- 議会事務局
  - 庶務調査係
  - 議事係

## 会派
| 会派名                         | 議席数 | 所属党派   | 議員名（◎は代表者）                           | 女性議員数 | 女性議員の比率(%) |
| ------------------------------ | ------ | ---------- | --------------------------------------------- | ---------- | ----------------- |
| 改革クラブ                     | 5      | 立憲民主党 | ◎渡部一夫 小川尚一 竹野光雄 鈴木貞正 田中京子 | 1          | 20                |
| 尚友会                         | 5      |            | ◎太田淳一 山田雅彦 平田武 細田廣 大岩常男     | 0          | 0                 |
| 友和会                         | 5      |            | ◎今村裕 菊地洋一 中川庄一 田中一正 大場裕朗   | 0          | 0                 |
| 志政会                         | 2      |            | ◎鈴木昌一 岡﨑義典                            | 0          | 0                 |
| 無会派（公明党南相馬市議員団） | 1      | 公明党     | 志賀稔宗                                      | 0          | 0                 |
| 無会派                         | 4      |            | 表信司 郡俊彦 桜井勝延 渡部寬一               | 0          | 0                 |
| 計                             | 22     |            |                                               | 1          | 4.55              |

## 議員報酬と諸手当
| 役職   | 報酬            | 政務活動費 |
| ------ | --------------- | ---------- |
| 議長   | 月額 46万3000円 | 月額 2万円 |
| 副議長 | 月額 40万6000円 | 月額 2万円 |
| 議員   | 月額 38万5000円 | 月額 2万円 |

※別途期末手当あり

## 定数の推移
「南相馬市議会議員定数条例」によって定数が決められている。
- 2006年（平成18年）11月12日選挙 - 3選挙区26人
- 2010年（平成22年）10月31日選挙 - 3選挙区26人→1選挙区24人
- 2014年（平成26年）11月16日選挙 - 24人→22人

## 議会出身者
- 門馬和夫（3代目南相馬市長）